# Eugène Burnouf
Pour les articles homonymes, voir Burnouf.
Eugène Burnouf, né à Paris le 8 avril 1801 et mort à Paris le 28 mai 1852, est un linguiste et indologue français, fondateur de la Société asiatique en 1822 et fils de Jean-Louis Burnouf.

## Biographie
Il étudie d'abord à l'École royale des chartes puis se consacre aux langues orientales et suscite un mouvement d’études védiques scientifiques en France. Il enseigne un cours de grammaire générale à l'École normale supérieure et il est nommé professeur au Collège de France, où il est titulaire de la chaire de langue et de littérature sanskrites de 1832 à 1852. Parmi ses anciens élèves on compte le philologue et philosophe Ernest Renan et le bio-chimiste Marcellin Berthelot. En 1831 il reçoit le Prix Volney. Il est élu membre de l'Académie des inscriptions et belles-lettres en 1832. Ses recherches débordent largement le cadre du sanskrit, puisqu’il étudie notamment le pali et l’avestique.
Eugène Burnouf est considéré comme l'un des plus grands indianistes français et le père des  études bouddhiques modernes en Occident. On lui doit, notamment, une traduction du Bhâgavata Purâna et la première traduction du Sutra du Lotus, du sanskrit en français, publiée en 1852. Son Introduction à l'histoire du Bouddhisme indien (1844), découvert par Richard Wagner dix ans plus tard, donna naissance à un projet d'opéra, Die Sieger (WWV 89), dont des fragments se retrouvent dans Parsifal (1882).
Sa tombe se trouve au cimetière du Père-Lachaise (59e division). Une rue porte son nom dans le 19e arrondissement de Paris.
Eugène Burnouf est le cousin germain d'Émile-Louis Burnouf. Sa fille Laure a épousé l'historien Léopold Delisle. De plus, l'historien et philologue Gaston Boissier (titulaire au Collège de France des chaires de poésie puis d'histoire de la littérature latine) est son gendre.

## Distinctions
- Pour le Mérite

## Ouvrages choisis
- Essai sur le Pali ou Langue sacrée de la presqu'île au-delà du Gange, Paris, Librairie Orientale de Dondet-Dupré, 1826, 222 p. (lire en ligne)
- Vendidad Sade, l'un des livres de Zoroastre (1829-1843)
- Commentaire sur le Yaçna, l'un des livres liturgiques des Parses (1833-1835)
- Mémoire sur les inscriptions cunéiformes (1838)
- Bhâgavata Purâna ou histoire poétique de Krichna (3 volumes, 1840-1847)
- Introduction à l'histoire du Buddhisme (sic) indien, Paris, Imprimerie royale, 1844, 647 p. (lire en ligne)
- Le Lotus de la bonne loi]], traduit du sanscrit, accompagné d'un commentaire et de vingt et un mémoires relatifs au buddhisme (sic), Paris, Imprimerie Nationale, 1952 (réimpr. Paris, Librairie d'Amérique et d'Orient A. Maisonneuve, 1973.), iv, 897 p. (lire en ligne)

## Sources
- Notice sur les travaux de M. Eugène Burnouf sur Wikisource
- Notice historique sur MM. Burnouf, père et fils sur Wikisource